# Cavagnolo

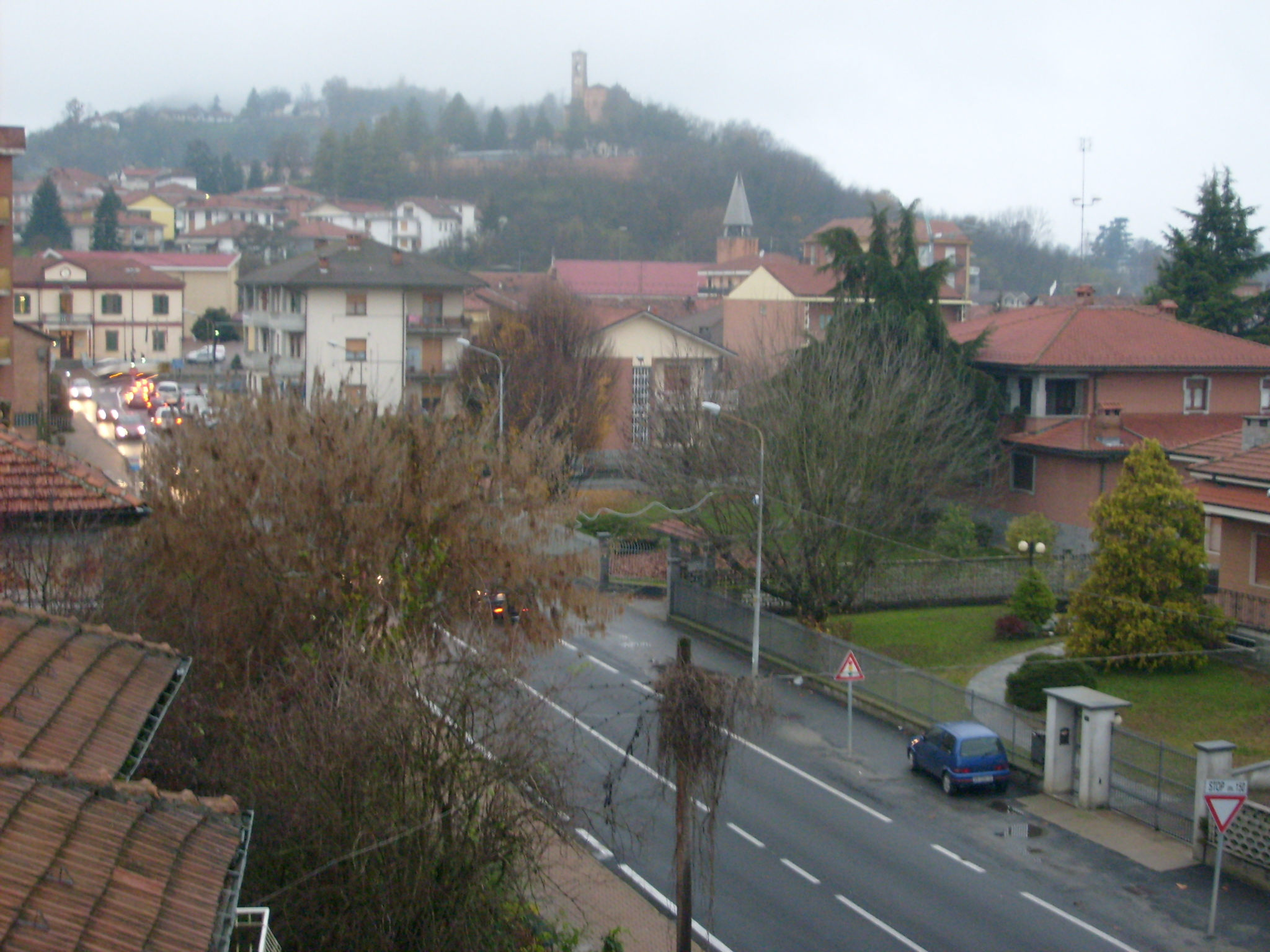
cavagnolo ở Ý

Cavagnolo là một đô thị ở tỉnh Torino trong vùng Piedmont, có vị trí cách khoảng 30 km về phía đông bắc của Torino, nước Ý. Tại thời điểm ngày 31 tháng 12 năm 2004, đô thị này có dân số 2.334 người và diện tích là 12,4 km².
Cavagnolo giáp các đô thị: Brusasco, Monteu da Po, Lauriano, Moransengo, và Tonengo.